# Iwona Bąk
Iwona Dorota Bąk – polska ekonomistka, doktor habilitowany nauk ekonomicznych, adiunkt Instytutu Zarządzania Transportem Akademii Morskiej w Szczecinie i prodziekan Wydziału Ekonomicznego Zachodniopomorskiego Uniwersytetu Technologicznego w Szczecinie.

## Życiorys
W 1988 r. ukończyła studia ekonomiczne na Uniwersytecie Szczecińskim, w 1995 r. obroniła pracę doktorską pt. Zastosowanie metod statystyczno-ekonometrycznych w badaniu ruchu turystycznego w regionie, której promotorem był prof. Jan Zawadzki, w 2015 r.  habilitowała się na podstawie pracy zatytułowanej Statystyczna analiza aktywności turystycznej seniorów w Polsce. Pracowała w Katedrze Zastosowań Matematyki na Wydziale Ekonomiki i Organizacji Gospodarki Żywnościowej Akademii Rolniczej w Szczecinie.
Jest profesorem uczelni i kierownikiem w Katedrze Zastosowań Matematyki w Ekonomii na Wydziale Ekonomicznym Zachodniopomorskiego Uniwersytetu Technologicznego w Szczecinie, oraz skarbnikiem Polskiego Towarzystwa Statystycznego.
Należy do Rady Dyscypliny Naukowej – Ekonomii i Finansów ZUT.